# Dryopteris wenchuanensis
Dryopteris wenchuanensis là một loài thực vật có mạch trong họ Dryopteridaceae. Loài này được H.S. Kung miêu tả khoa học đầu tiên năm 1982.